# Árbæjarhverfi
Árbæjarhverfi ist eine Siedlung im Süden von Island.
Sie liegt im Osten der Gemeinde Ölfus westlich von Selfoss zwischen der Ringstraße  und der Ölfusá.
Die Fahrstrecke nach Selfoss beträgt knapp 2 km, bis in die Hauptstadt sind es  56 km.
In der Gemeinde wohnen  2573 Leute (Stand 1. Januar 2023), im Árbæjarhverfi davon 59 Einwohner.
Þorlákshöfn ist der Verwaltungssitz der Gemeinde und der größte Ort mit 1949 Einwohnern in 30 Straßenkilometern Entfernung.